# Гриневич, Андрей Владимирович
Андрей Владимирович Гриневич (1891, с. Домашихи, Новгород-Северский уезд, Черниговская губерния, Российская империя — 13 апреля 1938) — советский партийный и государственный деятель, председатель Уссурийского облисполкома (1936—1937).

## Биография
Окончил Черниговскую мужскую гимназию (1910) и 4 курса юрфака Петербургского университета.
Член РСДРП(б) с 1912 г. Вел партийную работу в Петербурге и Пскове. После Февральской революции депутат Псковского совета.
С июля 1917 чл. Юго-Западного областного и краевого комитета РСДРП(б) (Киев), входил в состав секретариата. С декабря 1917 военный комиссар в отрядах Красной Гвардии.
В 1918—1920 гг. — уполномоченный Наркомата продовольствия РСФСР в Воронежской губернии.
С 1922 г. на руководящей партийной и государственной работе:
- 1922 г. — ответственный секретарь Запорожского губкома КП(б)У,
- 1923 г. — заведующий организационным отделом Сибирского бюро ЦК РКП(б),
- 1923—1926 гг. — ответственный секретарь Иркутского губкома РКП(б),
- 1926—1929 гг. — ответственный инструктор ЦК ВКП(б),
- 1929—1930 гг. — второй секретарь ивановского промышленного обкома ВКП(б),
- 1930—1931 гг. — председатель исполкома Ивановского промышленного областного совета,
- 1931—1933 гг. — заместитель народного комиссара земледелия СССР,
- 1933—1935 гг. — заместитель председателя Верховного Суда РСФСР.
- 1936—1937 гг. — председатель исполнительного комитета Уссурийского областного Совета.

Избирался членом ЦИК и ВЦИК.
Арестован 25 сентября 1937 г. Расстрелян в Хабаровске 13 апреля 1938 г. Реабилитирован 31 декабря 1955 г.